# Ісабель Гранада
Ісабель Гранада (тагал. Isabel Granada 9 березня 1976, Маніла, Філіппіни — 4 листопада 2017, Доха, Катар) — філіппінська акторка і співачка

## Біографія

### Раннє життя та освіта
Ісабель Гранада була дочкою Умберто Гранади, головного інженера морської піхоти Філіппін, і Ізабель Вілларами, домогосподарки. Її батько помер в 1995 році.[джерело?]
Гранада навчалась у Філіппінському авіатранспортному і навчальному коледжі, де вона отримала ступінь бакалавра аерокосмічної техніки в 2001 році і отримала ліцензію  приватного пілота. Вона служила сержантом другого класу у Військово-повітряних силах Філіппін два роки.